# Арцішевські
Арцішевські — шляхетський рід.

## Представники
- Якуб — краківський канонік РКЦ

- Еліяш — дідич Сьмігеля, социніянський діяч, дружина — Гелена Закшевська
  - Кшиштоф
    - Юзеф
    - Станіслав
    - NN — дружина Болеслава Квятковського